# Појана Пиетреј (Васлуј)
Појана Пиетреј (рум. Poiana Pietrei) насеље је у Румунији у округу Васлуј у општини Драгомирешти. Oпштина се налази на надморској висини од 204 m.

## Становништво
Према подацима из 2002. године у насељу је живело 329 становника, од којих су сви румунске националности.